# 台場公園
台場公園（だいばこうえん）は、東京都港区台場一丁目にある都立の都市公園（歴史公園）である。
ペリーの黒船来航に備え東京湾上に作られた品川台場の跡地の一つである第三台場を利用して1928年7月7日に開園した。
お台場海浜公園から続く、東京湾に突き出た公園となっていて、周囲は石垣で囲まれ、その上に土手があり、中央が低い構造になっている。1辺が160メートルの正方形。北側には石組みの船着場跡があり、火薬庫・玉薬置所などの跡、中央には兵舎の礎石が残っていて、芝生広場が広がる。
通年入園自由、無料。近くに男女別型トイレ有り。ベンチ多数有り。飲料自動販売機・専用駐車場・子供用遊具無し。釣り不可。

## 第三台場
嘉永6年（1853年）アメリカ艦隊来航にあたって海防の必要を認めて江戸幕府が築造した台場のひとつである。陣屋や弾薬庫の痕跡がよく残されているとして、無人島と化している第六台場とともに1926年（大正15年）10月20日に「品川台場」として国の史跡に指定された。

## その他の台場
江戸末期に、台場公園となった第三台場を含め東京･品川には、8つの台場が建設されている。
お台場も参照のこと
- 第一台場 - 周囲が埋め立てられ、現在の品川埠頭の一部（港南5-2コンテナ置き場南側部分付近）となる。
- 第二台場 - 撤去され、現在は海中。
- 第三台場 - 現存。現在の台場公園。
- 第四台場 - 南側と西側が埋め立てられ、現在の天王洲の一部（第一ホテルシーフォート付近）となる。護岸は、旧第四台場の石垣を再利用したもの。
- 第五台場 - 周囲が埋め立てられ、現在の品川埠頭の一部（港南5-11内貿3号上屋付近）となる。
- 第六台場 - 現存。レインボーブリッジ付近の海上にある。現在は東京都管理の無人島であり、上陸には許可が必要である。
- 第七台場 - 未完成のまま撤去され、現在は海中（レインボーブリッジ台場口付近）。
- 御殿山下台場 - 現在の品川区立台場小学校。

## ギャラリー

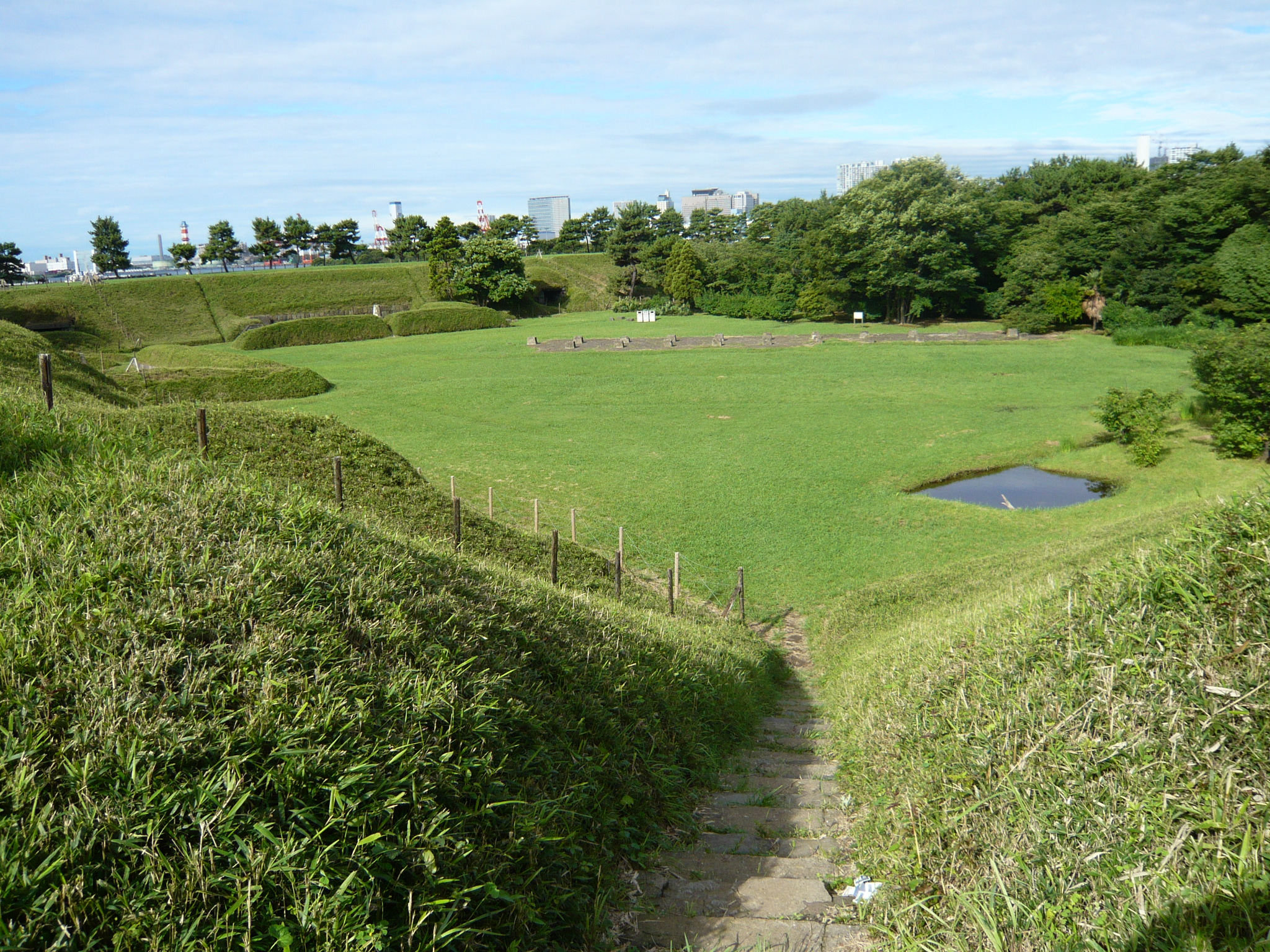
第三台場 内観
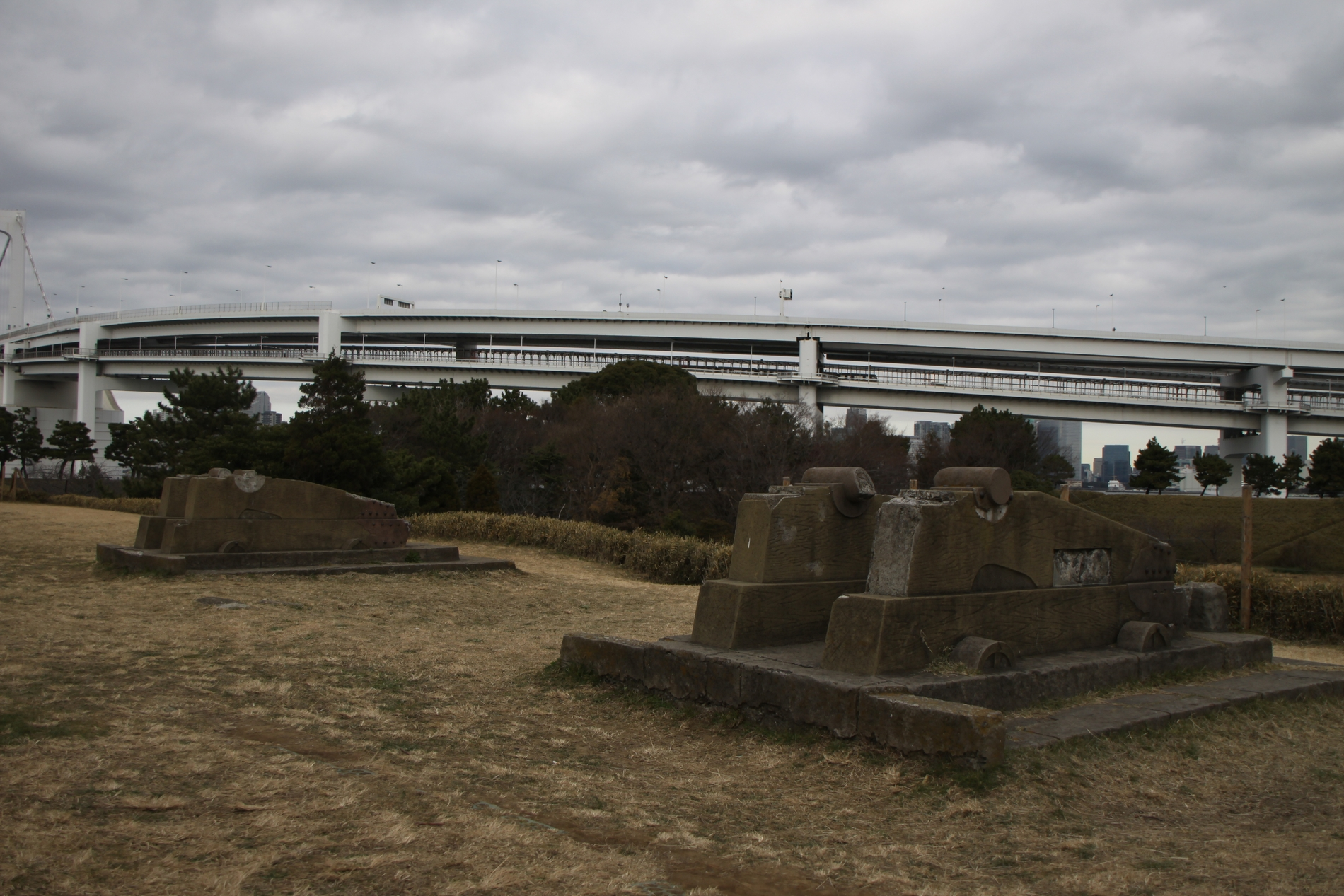
第三台場 砲台跡
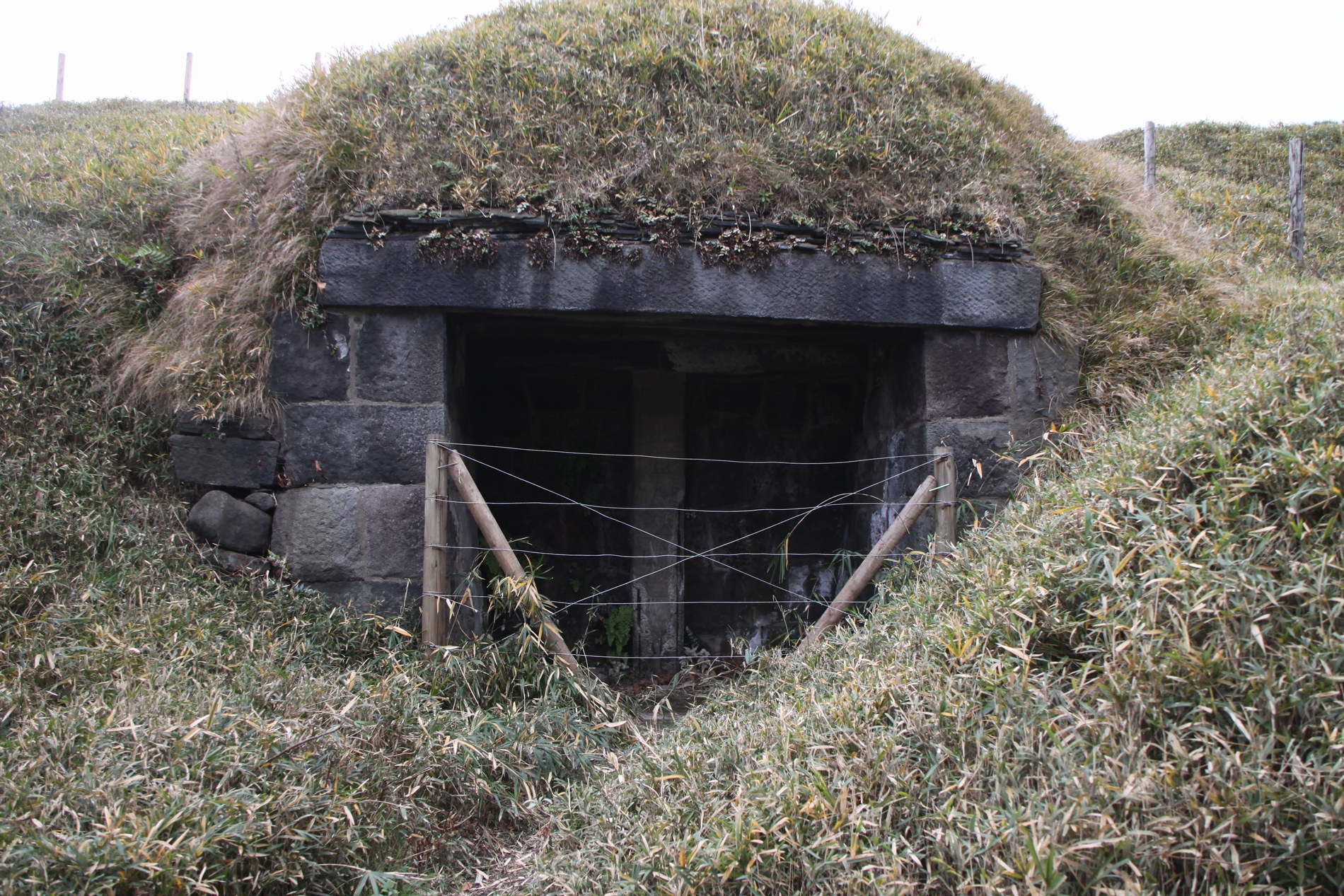
火薬庫跡
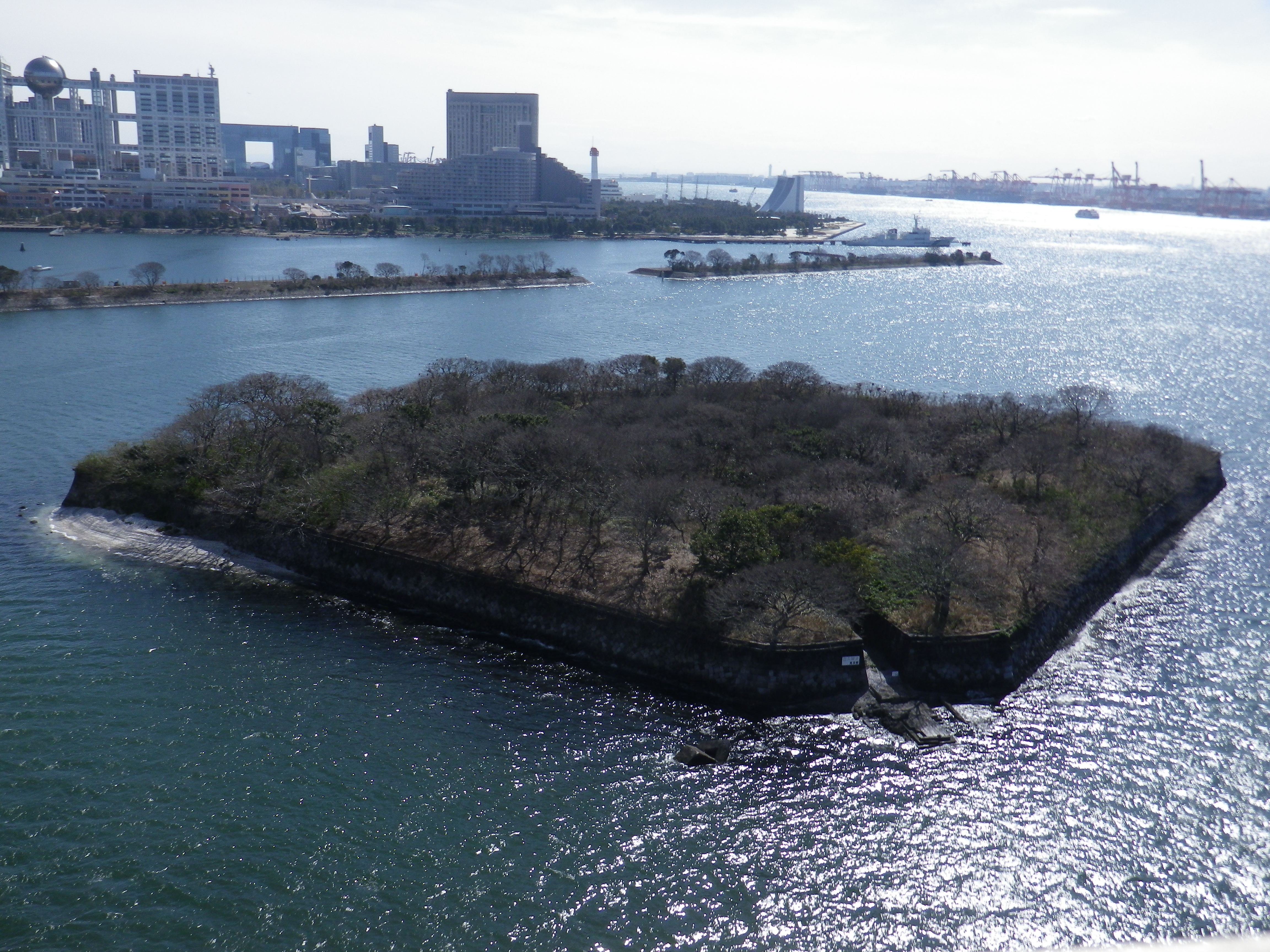
第六台場 無人島

## アクセス
鉄道
- ゆりかもめ お台場海浜公園駅から徒歩約12分。

バス「お台場学園前」下車
- お台場レインボーバス（kmモビリティサービス）

## 周辺施設
- レインボープロムナード
- お台場海浜公園